# Telekamery 2006
Telekamery 2006 – dziewiąta gala rozdania Telekamer „Tyle Tygodnia” została zorganizowana 23 stycznia 2006. Nagrody za rok 2005 dla postaci telewizyjnych przyznano w dziewięciu kategoriach, poza tym wręczono Złote Spinki, nagrodę za całokształt twórczości, którą odebrał Jerzy Hoffman. Galę prowadzili Grażyna Torbicka i Marcin Daniec.
Gościem zagranicznym na gali była Laura Dern. Na nominowanych oddano łącznie ok. 300 tys. głosów.

## Laureaci i nominowani
Lista nagrodzonych została sporządzona na podstawie materiału źródłowego:

### Informacje
Wręczała: Danuta Dobrzyńska
| Lp. | Imię i nazwisko    | Program                    | Telewizja   | Liczba głosów |
| 1   | Kamil Durczok      | Wiadomości                 | TVP 1       | 151 742       |
| 2   | Justyna Pochanke   | Fakty i Magazyn 24 godziny | TVN i TVN24 | 79 248        |
| 3   | Maciej Orłoś       | Teleexpress                | TVP 1       | 62 513        |
| 4   | Hanna Smoktunowicz | Wydarzenia                 | Polsat      | 29 781        |
| 5   | Jarosław Kulczycki | Panorama                   | TVP 2       | 15 988        |

Łącznie w tej kategorii oddano 339272 głosy.

### Publicystyka
Wręczali: Magda Sakowska i Jacek Karnowski
| Lp. | Imię i nazwisko                       | Program         | Telewizja | Liczba głosów |
| 1   | Tomasz Lis                            | Co z tą Polską? | Polsat    | 89 116        |
| 2   | Andrzej Turski                        | 7 dni świat     | TVP 2     | 79 248        |
| 3   | Monika Olejnik                        | Prosto w oczy   | TVP 1     | 62 967        |
| 4   | Tomasz Sekielski i Andrzej Morozowski | Teraz my!       | TVN       | 58 369        |
| 5   | Dorota Gawryluk                       | Forum           | TVP 1     | 57 224        |

### Program społeczno-interwencyjny
Wręczali: Beata Gwoździewicz i Maciej Dowbor
| Lp. | Imię i nazwisko                    | Program              | Telewizja | Liczba głosów |
| 1   | Ewa Drzyzga                        | Rozmowy w toku       | TVN       | 146 050       |
| 2   | Elżbieta Jaworowicz                | Sprawa dla reportera | TVP 1     | 103 990       |
| 3   | Ryszard Cebula i Marcin Leśkiewicz | Uwaga!               | TVN       | 64 025        |
| 4   | Jan Pospieszalski                  | Warto rozmawiać      | TVP 2     | 22 935        |
| 5   | Adam Kuklewicz                     | Interwencja          | Polsat    | 9 483         |

### Serial obyczajowy
Wręczali: Aneta Zając i Jakub Wesołowski
| Lp. | Tytuł              | Telewizja | Liczba głosów |
| 1   | M jak miłość       | TVP 2     | 206 341       |
| 2   | Na Wspólnej        | TVN       | 56 294        |
| 3   | Pensjonat pod Różą | Polsat    | 41 009        |
| 4   | Pierwsza miłość    | Polsat    | 25 467        |
| 5   | Klan               | TVP 1     | 18 317        |

### Serial kryminalny
Wręczali: Bartosz Obuchowicz i Anna Janocha
Rozdano 2 Telekamery, w kategoriach: Serial kryminalny dokumentalny i Serial kryminalny fabularny.

#### Serial kryminalny dokumentalny
| Lp. | Tytuł                 | Telewizja | Liczba głosów |
| 1   | W11 – Wydział Śledczy | TVN       | 122 743       |
| 2   | Biuro kryminalne      | TVP 2     | 18 973        |

#### Serial kryminalny fabularny
| Lp. | Tytuł        | Telewizja | Liczba głosów |
| 1   | Kryminalni   | TVN       | 105 816       |
| 2   | Fala zbrodni | Polsat    | 57 664        |
| 3   | Oficer       | TVP 2     | 38 059        |

### Aktor
Wręczała: Katarzyna Cichopek
| Lp. | Imię i nazwisko    | Serial                                      | Telewizja         | Liczba głosów |
| 1   | Piotr Adamczyk     | Pensjonat pod Różą                          | Polsat            | 116 509       |
| 2   | Witold Pyrkosz     | M jak miłość                                | TVP2              | 85 743        |
| 3   | Maciej Zakościelny | Kryminalni                                  | TVN               | 64 566        |
| 4   | Tomasz Kot         | Niania Na dobre i na złe Wiedźmy Kryminalni | TVN TVP2 TVP1 TVN | 55 387        |
| 5   | Borys Szyc         | Oficer                                      | TVP2              | 29 385        |

### Aktorka
Wręczał: Paweł Małaszyński
| Lp. | Imię i nazwisko        | Serial                                | Telewizja       | Liczba głosów |
| 1   | Agnieszka Dygant       | Niania Fala zbrodni Na dobre i na złe | TVN Polsat TVP2 | 148 080       |
| 2   | Małgorzata Kożuchowska | M jak miłość                          | TVP2            | 76 038        |
| 3   | Joanna Brodzik         | Magda M.                              | TVN             | 72 545        |
| 4   | Anna Przybylska        | Daleko od noszy Złotopolscy           | Polsat TVP2     | 33 104        |
| 5   | Magdalena Różczka      | Wiedźmy Oficer                        | TVP1 TVP2       | 19 155        |

### Rozrywka
Wręczał: Kabaret Ani Mru-Mru
| Lp. | Imię i nazwisko                      | Program              | Telewizja | Liczba głosów |
| 1   | Szymon Majewski                      | Szymon Majewski Show | TVN       | 110 064       |
| 2   | Hubert Urbański Katarzyna Skrzynecka | Taniec z gwiazdami   | TVN       | 72 051        |
| 3   | Steffen Möller                       | Załóż się            | TVP 2     | 63 498        |
| 4   | Zygmunt Chajzer                      | Grasz czy nie grasz  | Polsat    | 51 323        |
| 5   | Jerzy Kryszak                        | Mój pierwszy raz     | TVP 2     | 49 117        |

### Muzyka
Wręczali: Robert Kozyra i Magdalena Wójcik
| Lp. | Imię i nazwisko | Liczba głosów |
| 1   | Doda            | 100 717       |
| 2   | Kombii          | 92 494        |
| 3   | Monika Brodka   | 80 363        |
| 4   | Piotr Rubik     | 76 524        |
| 5   | Mezo            | 13 845        |